# Kluster
Kluster était un groupe de musique expérimentale allemand, précurseur de la musique industrielle. Il a été fondé par Hans-Joachim Roedelius, Dieter Moebius et Conrad Schnitzler en 1969. Après le départ de Schnitzler en 1971, le groupe s'est renommé Cluster. 
Kluster est un des groupes fondateurs du mouvement « krautrock, » mais ses ventes sont restées ultra-confidentielles (300 exemplaires des deux premiers albums), jusqu'à ce que ses membres deviennent célèbres par la suite, ce qui a donné lieu à des rééditions durant les années 1980 (albums) et 1990 (CD).